# Sumitomo Rubber Industries
Sumitomo Rubber Industries, Ltd. (住友ゴム工業株式会社, Sumitomo Gomu Kōgyo Kabushiki-gaisha) (TYO: 5110) é uma empresa japonesa da área de borracha e látex. Foi fundada em 1909 pelo Grupo Sumitomo para produzir pneus de bicicleta.

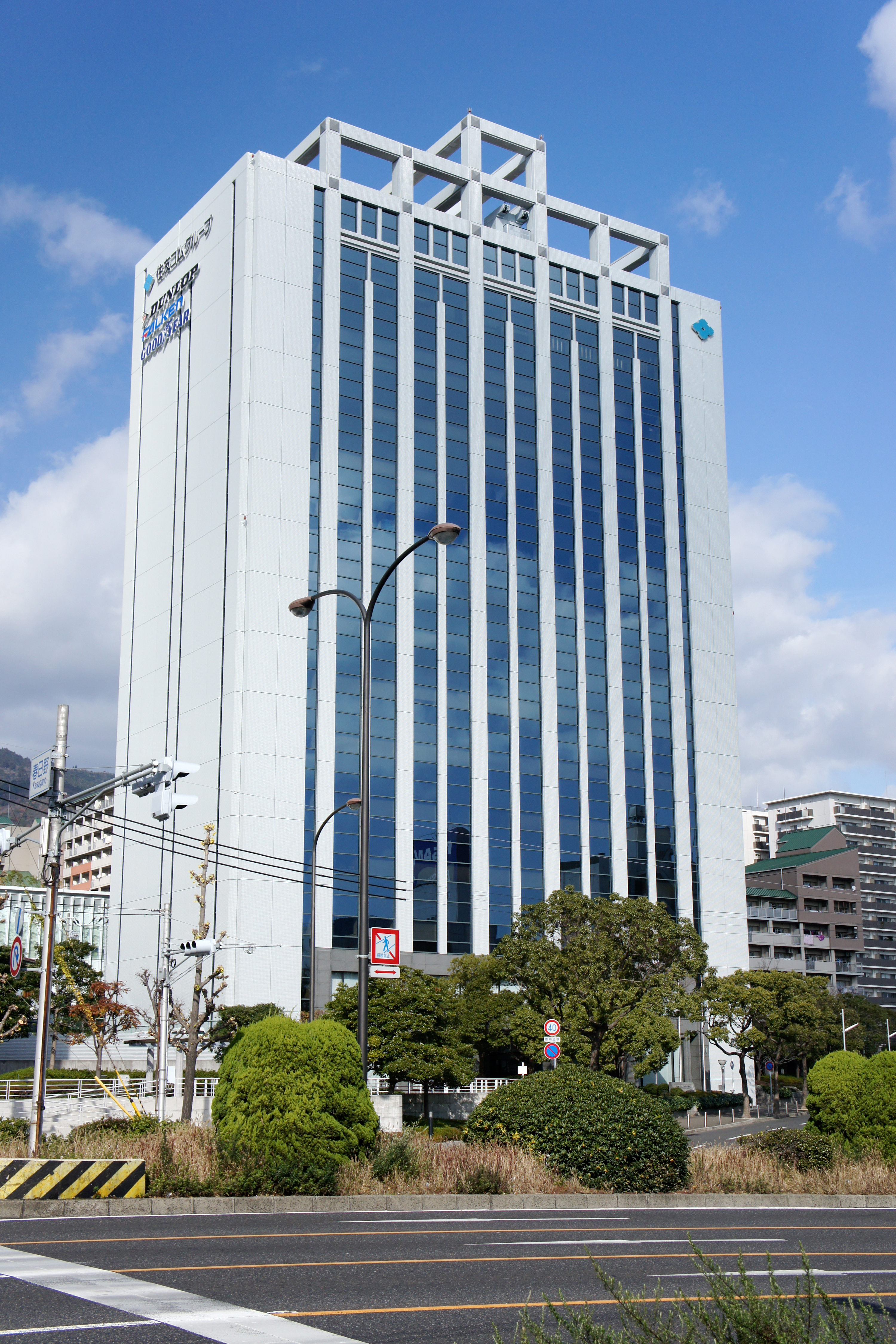
A sede de Kobe, Japão

A Sumitomo é uma das sócias da Dunlop Tyres.